# 中华人民共和国工业和信息化部直属高等学校
中华人民共和国工业和信息化部直属高等学校共有七所，俗称“工信七子”，均由中华人民共和国工业和信息化部直属。
上述七所院校曾由原中华人民共和国国防科学技术工业委员会（国防科工委）所直属，且科学研究方向偏重于国防，故又被称为“国防七校”、“国防七子”。

## 历史沿革
新中国成立时，全面学习苏联体制。在政府部门方面，1960年，在国务院成立了负责军事工业的部委，因为保密的缘故，对外称第三机械工业部。当时第三机械工业部下辖哈尔滨工业大学、西北工业大学、上海交通大学、北京工业学院、北京航空学院、南京航空学院、成都电讯工程学院等，负责航空、导弹、兵器、电子、船舶等与国防有关的工业。
1963年，三机部分裂为第三至第六机械工业部。西工大、北航、南航划归新的三机部（航空）；成电划归四机部（电子）；京工划归五机部（兵器）；哈工大、上交改属原国防科委。此外，尚有1952年成立的中国人民解放军军事工程学院，属原国防科委。
1966年，哈军工解散、退出部队编制，原炮兵专业形成华东工程学院，划入五机部，哈尔滨各系部分形成长沙工学院，调七机部（航天），部分划归地方，成为哈尔滨工程学院。1970年，哈工程航空系划出至西工大，海军工程系成立哈尔滨船舶工程学院，属六机部。
1982年，机械工业部群改制：三机部改为航空工业部；四机部改为电子工业部（不再属于国防工业）；五机部改为兵器工业部；六机部脱离国务院序列，上交改由教育部管理，哈船院则调入原国防科工委；七机部改为航天工业部；国防科委并入国防科工委。当时：哈工大属航天工业部；西工大、北航、南航属航空工业部；北京工业学院、华东工业学院属兵器工业部；国防科学技术大学、哈尔滨船舶工程学院直属国防科工委。
1986年，兵器工业部撤销，所属重点高校划入国防科工委。1988年，航空、航天工业部合并，成为航空航天工业部，北京航空学院相应改名为北京航空航天大学。同年，北京工业学院改名为北京理工大学。1989年，国防科学技术大学整体划入部队序列。当时：哈工大、西工大、北航、南航属航空航天工业部；北理工、华东工学院、哈尔滨船舶工程学院属国防科工委。至此，国防七校基本成形。
1993年，航空航天工业部撤销，所属重点高校划入国防科工委。同时南航、华东工学院、哈尔滨船舶工业学院改为大学。至此，国防科工委下辖7所大学：北京航空航天大学、北京理工大学、哈尔滨工业大学、西北工业大学、南京航空航天大学、南京理工大学、哈尔滨工程大学，合称“国防七校”。
1998年3月10日九届全国人大决定原国防科工委改组为总装备部，另成立一个属政府部门的国防科工委；原管理国防工业的职能、国家计委国防司的职能，以及各军工总公司承担的政府职能，统归新组建的国防科学技术工业委员会管理。“国防七校”属新的国防科工委。
2008年3月15日十一届全国人大通过的《关于国务院机构改革方案的决定》，不再保留“国防科学技术工业委员会”的机构设置；将原国防科工委除核电管理以外的职责都纳入到新成立的中华人民共和国工业和信息化部。“国防七校”改属工业和信息化部。
國防七校現時均已遭美國政府制裁。2001年5月14日，美國商務部將北京航空航天大學及西北工业大学列入美国《出口管制条例》实体清单。2019年5月23日，美国商务部以支持中国军需物资采购为由，将哈尔滨工程大学及哈尔滨工业大学列入实体清单。2020年12月18日晚，美国商务部工业与安全局宣布，由于参与中国军事科学研究，将北京理工大学、南京理工大学、南京航空航天大学等列入实体清单。

## 学校列表
注：顺序按照工业和信息化部官网的顺序排列：
| 院校名称         | 所在地           | 管理关系 | 参与教学计划                                                          | 专长             |
| ---------------- | ---------------- | -------- | --------------------------------------------------------------------- | ---------------- |
| 北京航空航天大学 | 北京市           | 中管高校 | “双一流”建设高校原985工程、211工程、“双一流”一流大学建设高校          | 航空、航天、民航 |
| 北京理工大学     | 北京市           | 中管高校 | “双一流”建设高校原985工程、211工程、“双一流”一流大学建设高校          | 兵器、航天       |
| 哈尔滨工业大学   | 黑龙江省哈尔滨市 | 中管高校 | “双一流”建设高校原985工程、211工程、“双一流”一流大学建设高校          | 航天、航空       |
| 西北工业大学     | 陕西省西安市     | 中管高校 | “双一流”建设高校原985工程、211工程、“双一流”一流大学建设高校          | 航空、航天、航海 |
| 哈尔滨工程大学   | 黑龙江省哈尔滨市 | 不適用   | “双一流”建设高校原优势学科创新平台、211工程、“双一流”一流学科建设高校 | 航海、核能、民航 |
| 南京航空航天大学 | 江苏省南京市     | 不適用   | “双一流”建设高校原优势学科创新平台、211工程、“双一流”一流学科建设高校 | 航空、航天、民航 |
| 南京理工大学     | 江苏省南京市     | 不適用   | “双一流”建设高校原优势学科创新平台、211工程、“双一流”一流学科建设高校 | 兵器             |

## 工信部高校联盟
工信部高校联盟是由工信部所属的七所高校组成的高校联盟。
2017年6月24日，工业和信息化部高校联盟成立大会暨2017部属高校教育事业发展高峰论坛在哈尔滨工业大学召开，哈工大当选联盟第一届轮值高校。
工信部高校联盟将秉持“政策研究、资源共享、改革创新、协同发展”的合作原则，通过建立有效合作机制，共享优质办学资源，共同推进世界一流大学和一流学科建设，引领高等教育改革和发展，共同培育经济社会转型发展动能。

## 七校成就
这七所高等学校为中国的国防建设做出了卓越贡献。由这七所高校参与研制的军队装备，出现在历次中国阅兵的方阵之中。例如，在中国国庆60周年阅兵的30个方阵中，北京理工大学参与了其中22个方阵的装备设计和研制，参与数量和深度位居全国高校第一；首次亮相的无人机方队全部3个型号均由西北工业大学研制生产；北京航空航天大学牵头设计研制的某型无人机定型并执行重要任务，在纪念抗战胜利70周年阅兵中位居无人机方队阵首。
在航空航天、含能材料、核技术等高精尖技术方面，七校也贡献颇多。如：哈尔滨工业大学能源学院发动机气体动力研究中心王仲奇院士、冯国泰教授等承担的“助推级120吨液氧煤油发动机涡轮气动设计”项目，为长征五号、六号、七号火箭提供了强大的动力；南京理工大学化工学院胡炳成教授团队成功合成世界首个全氮阴离子盐，占领新一代超高能含能材料研究国际制高点，并发表在国际顶级期刊《科学》上。
此外，七校还大力推动科技成果向民用转化。